# スクイレルヒル (ピッツバーグ)

北スクイレルヒル（赤）と南スクイレルヒル（その下の薄青色）は、ピッツバーグ・ダウンタウン（上の川と下の川が左へ流れてオハイオ川として合流する所）の東郊外にあり、西（左）隣りの北・中・南・西オークランドに接している。

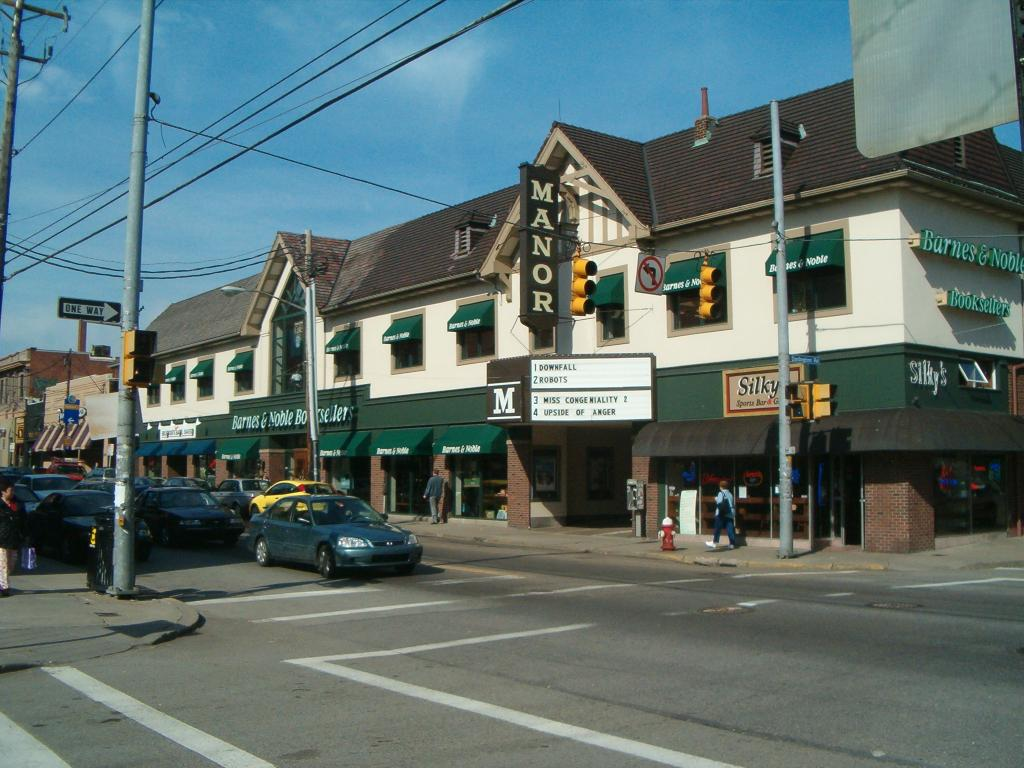
スクイレルヒルのマーレイ・アベニュー（Murray Avenue）で

スクイレルヒル（英語: Squirrel Hill）はアメリカ合衆国ペンシルベニア州ピッツバーグの東郊外にある地名。カーネギー・メロン大学など高等教育機関があるオークランド文教地区に隣接していて、住民は人種は混合しているが、ユダヤ系アメリカ人が多く住む所として知られている。行政的には、北スクイレルヒルと南スクイレルヒルとに分かれているが、通常同一に扱われている。

## 人口統計と人種構成
スクイレルヒル北緯40度26分17秒 西経79度55分23秒 / 北緯40.438072度 西経79.922972度座標: 北緯40度26分17秒 西経79度55分23秒 / 北緯40.438072度 西経79.922972度は「北スクイレルヒル」と「南スクイレルヒル」に分かれている。郵便番号は15217と15232の二つ。2010年には、北スクイレルヒルの人口は11,363で、2000年から9パーセント増加し、人種的には白人が75％、アジア人が17%、ヒスパニックが4％、黒人が3％であった。南スクイレルヒルは15,110人で、4％増加し、白人は82％、アジア人が11％、ヒスパニックが3％、黒人が3％であった。
2010年には、スクイレルヒルの住人の44％はユダヤ人であった。  United Jewish Federationの2002年調査では、大ピッツバーピッツバーグ広域都市圏のユダヤ人の33％はスクイレルヒルに住み、14％がその近くに住んでいた。この報告には「市中に安定したユダヤ人コミューニティーがあるのは、北アメリカでは珍しい。」と追記している。

## 歴史
スクイレルヒル（Squirrel Hill、リスの丘）の地名はアメリカ先住民の命名を英語に直したものと推測されている。 この辺りは灰色リスを沢山見かけたので、そう命名したのであろう。
この町の最初は、南にあるモノンガヒラ川に沿って始まっている。ピット砦の兵士が1760年にここに家を建てたという記録がある。
19世紀に入って、南北戦争後に富裕階級の人々がスクイレルヒルに家を建て始めた。1869年には女子のチャタム大学（Chatham University）の前身が開校して、現在でもこの大学はこうした家をいくつか所有している。
1893年に路面電車が開通した。フォーブス・アベニュー(Forbes Avenue)とマーレイ・アベニュー(Murray Avenue)を経てホームステッド(Homestead)まで走っていたが、1958年には廃止されバスに置き換えられた。

## ユダヤ系アメリカ人
ユダヤ系アメリカ人がスクイレルヒルに来たのは、1920年代の多くの東ヨーロッパのユダヤ人がアメリカへ移住してからである。ピッツバーグのユダヤ人文化の中心となり、コッシャー肉屋、デリカテッセン、本屋などが開店している。1990年代には、ロシアからのユダヤ人が数百人到着している。
ブランダイス大学の2017年調査では、ピッツバーグ広域都市圏の26パーセントのユダヤ系アメリカ人がスクイレルヒルに住み、20パーセントがサウスヒルに、9パーセントがノースヒルに住む、などとなっている。
2018年10月27日、域内にある生命の樹シナゴグ（Tree of Life – Or L'Simcha）に銃乱射事件（Pittsburgh synagogue shooting）があり、11人が死亡、6人が怪我をしている。

## 交通
ニューキャッスルを出て、ピッツバーグ国際空港・ピッツバーグ・ダウンタウンを経てくる州間道路376号線（Interstate 376）は、スクイレルヒルを南北に走るマーレイ・アベニュー（Murray Avenue）にインターチェンジを持ち、すぐスクイレルヒル・トンネル（Squirrel Hill Tunnel）に入り、さらに東へ向かい、モンローヴィルでペンシルベニア・ターンパイク（Pennsylvania Turnpike、Interstate 76）に通じる。

## 参照項目
- オークランド文教地区
- ピッツバーグ・ダウンタウン